# Команова
Команова — гора в массиве Чивчины (Украинские Карпаты). Расположенная в южной части  Верховинского района  Ивано-Франковской области, юго-восточнее села  Буркут.
Высота 1734,1 м (по другим данным — 1731 м). Гора расположена на главном хребте  Чивнинских гор. Вершина незалесненная, западные и юго-восточные склоны очень крутые, местами обрывистые; северные и северо-восточные склоны пологие.
К юго-востоку расположена гора Паленица (1749,6 м), на северо-запад —  Коман (1723,6 м). Через вершину Команова с юго-востока на северо-запад проходит украинско-румынская граница.
Северо-восточнее вершины простирается полонина, которая на востоке переходит в обширную горную Паленица. Эти долины образуют высшее плоскогорье Украины.